# Eldoret International Airport
Eldoret International Airport är en flygplats i Kenya. Den ligger i den västra delen av landet, 260 km nordväst om huvudstaden Nairobi. Eldoret International Airport ligger 2 115 meter över havet.
Terrängen runt Eldoret International Airport är platt åt sydost, men åt nordväst är den kuperad. Runt Eldoret International Airport är det ganska tätbefolkat, med 139 invånare per kvadratkilometer. Närmaste större samhälle är Eldoret, 13,3 km norr om Eldoret International Airport. Omgivningarna runt Eldoret International Airport är en mosaik av jordbruksmark och naturlig växtlighet.